# کوسنومه
کوسنومه یک روستا دهستان سارما، شهرستان ساره واقع در غرب کشور استونی است.
قبل از اصلاحات اداری در سال ۲۰۱۷، این روستا جز منطقه Lääne-Saare بود.